# Furigana

Ejemplo de escritura furigana con caracteres ruby en un cartel orientado a jóvenes estudiantes.

Furigana (振り仮名?) es una ayuda para la  lectura japonesa, que consiste en kana o caracteres silábicos, impreso al lado de un kanji u otro carácter para indicar su pronunciación.  Se utiliza para aclarar palabras no estándar o de lectura ambigua, y para los niños que aún no dominan la escritura japonesa, o en los materiales de estudio de los alumnos. Pero también se utiliza en muchos documentos públicos y privados, especialmente para aclarar los kanjis correspondientes al nombre de las personas; existe en esos documentos una fila ya preparada para colocar el texto en furigana. Los furigana se escriben sobre los caracteres normales si se escribe en horizontal, y al lado derecho si se escribe en vertical. La escritura furigana está formada por caracteres kana (hiragana o bien katakana), que en la escritura ruby japonesa, es de tamaño pequeño y que se colocan junto a un kanji u otro carácter para indicar su pronunciación. Con mayor frecuencia se escribe el furigana en hiragana, aunque el katakana se utiliza en determinados casos especiales.

## Etimología
El término furigana está formado por el verbo furu (añadir, adjuntar) y (kana >) gana (escritura silábica hiragana o katakana).

## Uso
- En la escritura vertical se colocan a la derecha del carácter.
- En la escritura horizontal están situados encima del carácter.

| 漢 | か ん |
| 字 | じ    |

| かん | じ |
| 漢   | 字 |

Se emplean en los siguientes casos:
- En libros escritos para niños que no dominan la lectura de los kanji, así como en algunos mangas. En estos últimos, el furigana se puede usar también como recurso expresivo, para indicar lo que un personaje piensa o quiere decir en realidad.
- En caracteres que no se encuentran en la lista de los 2136 kanjis de uso común o Jōyō kanji.
- En algunos casos donde se da en katakana una lectura en otro idioma (principalmente inglés o chino), y en kanji para representar su significado.